# Mine de Dolcoath
 (avril 2017).
Le contenu est difficilement compréhensible vu les erreurs de traduction, qui sont peut-être dues à l'utilisation d'un logiciel de traduction automatique.

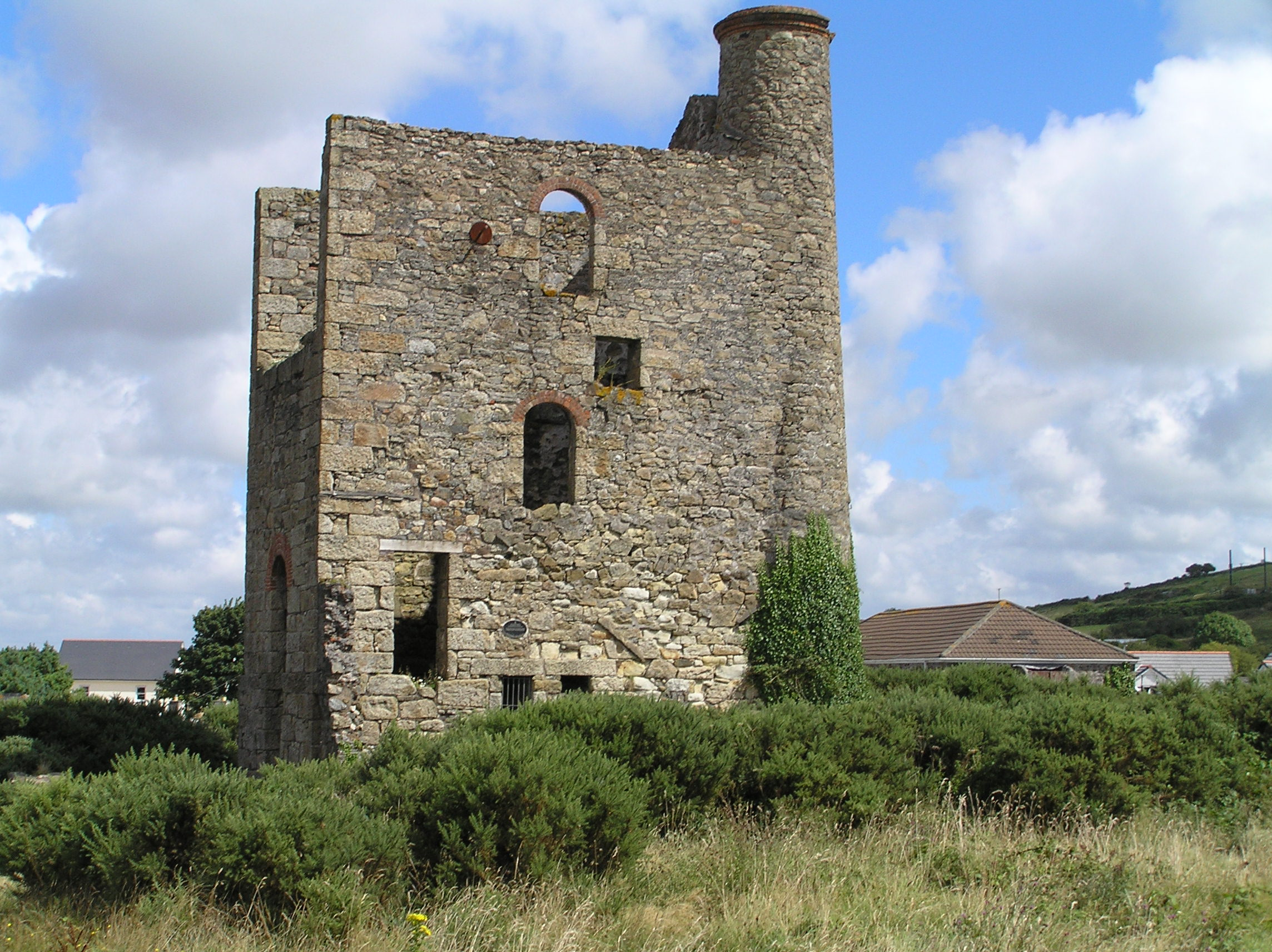
Harriets Moteur de Pompage de la maison, une partie de Dolcoath Mine, construit en 1860

Dolcoath mine (cornique : Bal Dorkoth) fut une mine de cuivre et d'étain à Camborne, Cornouailles, Royaume-Uni. Son nom dérive du cornique pour anciennes terres et elle était également connue affectueusement sous le nom Reine des mines de Cornouilles. Le site se trouve au nord-ouest de Carn Brea. Le route de Dolcoath rejoint la route A3047 et Chapel Hill. Le site se trouve au sud de cette route.

## Histoire
Les droits miniers sont détenus par la Basset famille de Tehidy qui sont enregistrées sur un acte, en 1588 pour la location de la terre à une famille de la Grue. En 1720, la mine était en train de travailler pour le cuivre, et il était presque 300 pieds (91,44 m) de profondeur, en 1746, lorsque William Borlase a appelé un "très considérable de la mine". En 1778, il était près de 600 pieds (182,88 m) de profondeur, selon William Price. la fermeture de La mine en 1787 en raison de la grande quantité de minerai de cuivre qui était bon marché extrait de Parys Montagne sur Anglesey a déprimé le prix. Cependant, le prix du cuivre lentement récupéré et la mine a rouvert en 1799.
De 470 cuivre-mines dans la région de Cornwall et Devon, Dolcoath est devenu le cinquième plus grand. Mais comme la profondeur augmenté le cuivre est mort, et en 1832, la mine était en danger de fermeture. Cependant la mine capitaine, Charles Thomas, était convaincu que le minerai d'étain serait trouvé en profondeur et après des désaccords avec les actionnaires de sa foi a été remboursé et le premier de l'étain dividende a été payé en 1853.
En 1882, la mine a atteint une profondeur de 2 160 pieds (658,368 m) et avait 12 milles (19,312128 km) de tunnels praticable par les hommes et plus de 40 milles (64,37376 km) de vieux rouages qui étaient devenus inutilisés et inutilisables. En 1893, il y avait un accident majeur à la 412 brasses (voir ci-dessous). En 1895, il a fallu des hommes employés dans les niveaux inférieurs entre 2 et 3 heures pour descendre et de retour à la surface, de sorte qu'ils ne pouvaient pas travailler plus de 4-5 heures par jour.

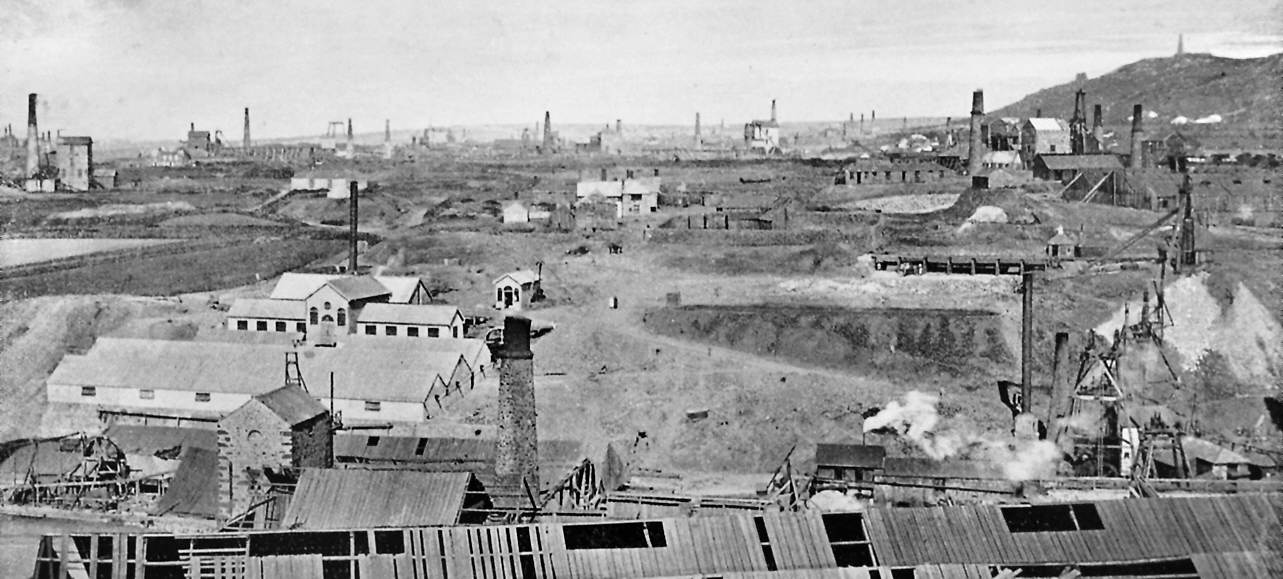
La vue est de Dolcoath Mine, 1893

Dolcoath est devenu le plus grand et le plus profond de la mine dans la région de Cornwall, avec ses principaux arbre, connu comme le Nouveau Carter de l'Arbre, pour finalement atteindre une profondeur de 3 300 pieds (1 005,84 m) au-dessous de la surface. Le moteur de pompage qui ont travaillé cet arbre daté de 1815; un morceau de la fonte bob de ce moteur est conservé dans la collection de la Trevithick de la Société. Ce moteur avait à l'origine un 76 pouces (1 930,4 mm) cylindre, mais cela devait être remplacé par un autre 85 pouces (2 159 mm) cylindre quand il n'était pas assez puissant pour faire face à l'approfondissement de l'arbre. Le reconstruit moteur était si grande qu'il n'y avait pas assez de place dans le moteur maison pour les escaliers, donc une unique extension en bois a été construite sur le retour à la maison.
En 1895, il a été décidé de reconstruire la société en tant que société à responsabilité limitée, en remplacement de l'ancien coût du livre, système dans lequel la plupart des mines de Cornouailles avait traditionnellement été exécuté. Un nouvel arbre, nommé la Williams de l'Arbre d'après le premier président de la nouvelle société, a débuté en octobre 1895, destiné à être le premier 3 000 pieds (914,4 m) à axe vertical, à Cornwall. Il a été achevé en 1910 et est entré en vigueur l'année prochaine.

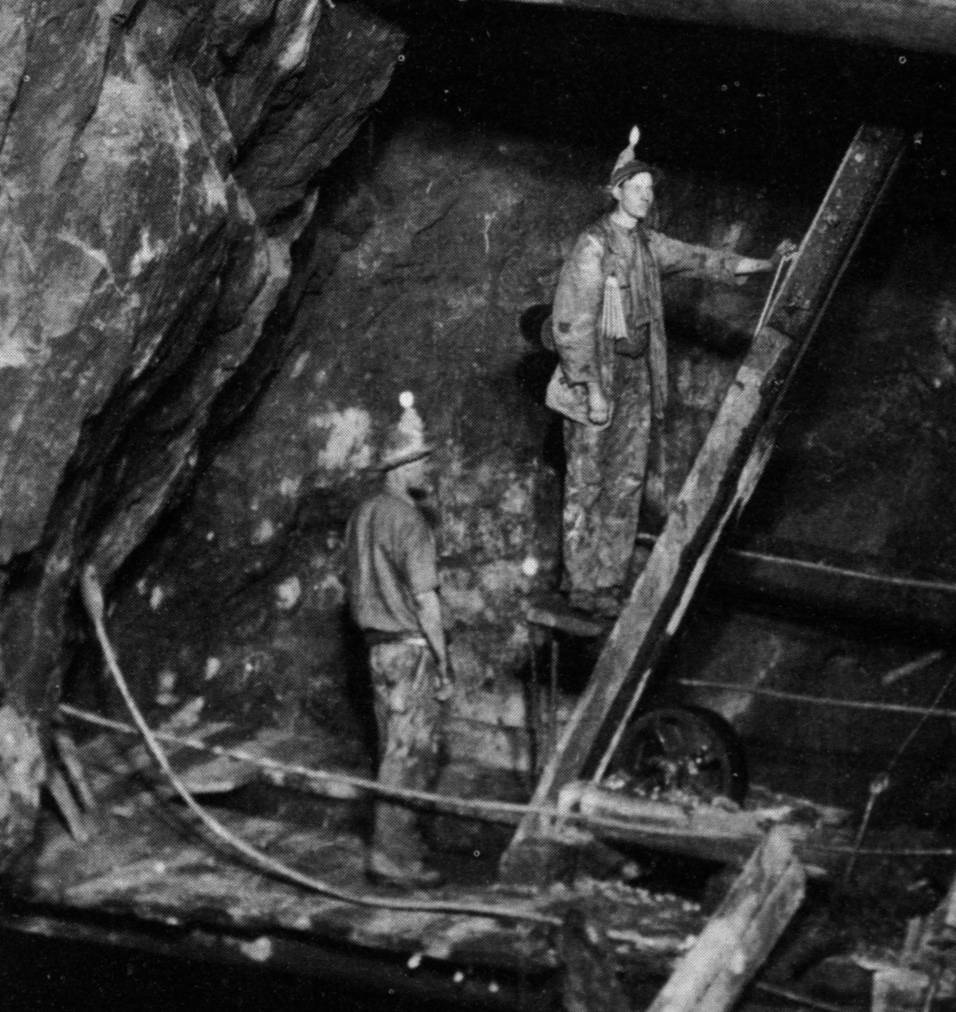
L' homme moteur de Dolcoath mine

En 1920, lorsque la mine était devenue pratiquement travaillée et à la suite de l'effondrement des prix de l'étain (de nouveaux dépôts ont également été trouvés ailleurs dans le monde) Dolcoath finalement fermé. La société a été reconstruit en 1923, lorsqu'il est frais, le capital a été augmenté et un nouveau 2 000 pieds (609,6 m) circulaire de l'arbre est situé au nord de l'ancienne mine à Roskear. La Nouvelle Dolcoath la Mienne était en fait une fusion de plusieurs petites mines, y compris Errants Parc et Roskear. En 1936 Dolcoath du sett a été acheté par South Crofty.

## Accident de 1893r
(20 novembre 2022).
Le contenu est difficilement compréhensible vu les erreurs de traduction, qui sont peut-être dues à l'utilisation d'un logiciel de traduction automatique.

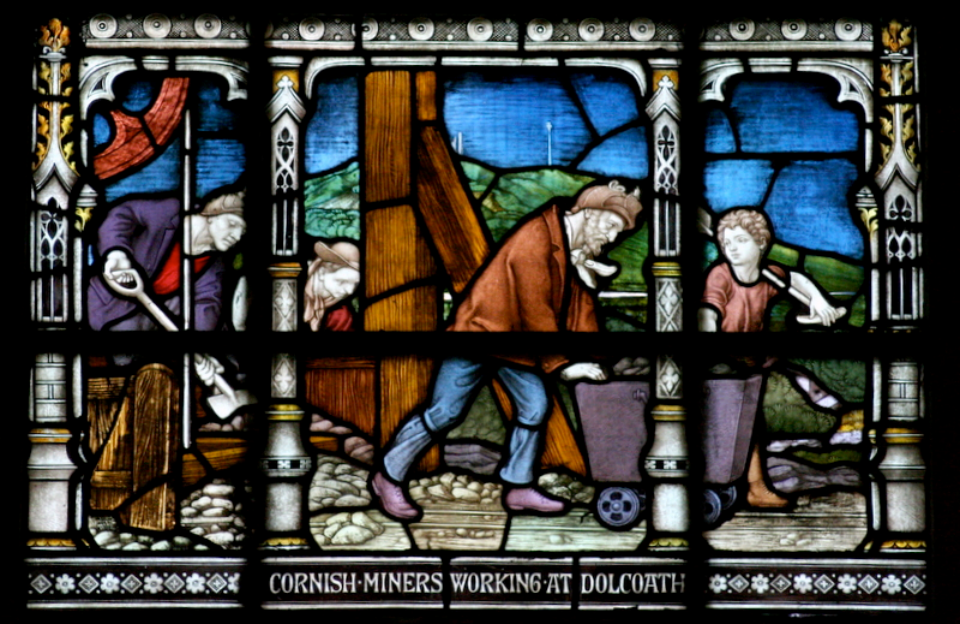
Mineurs au Dolcoath comme représenté dans l'une des années 1890, la fenêtre en verre teinté. La fenêtre était terminé peu de temps après l'accident.

Le 20 septembre 1893 une partie de mineurs a été le renforcement d'un grand étai de mine au niveau 412 (près d'un demi-mile de profondeur). L'étai était composé d'environ 22 pièces de 18 pouces (46 cm) au carré par 33 pieds (10 m) de long en bois de Pin, espacées de 2 pi (0,6 m). Il tenait quelque 600 pieds ( Unité «  » inconnue du modèle {{Conversion}}.) hauteur de déchets de roche. Le jour d'avant, la mine capitaine, Josias, Thomas, et le Capitaine James Johns, le chef de la souterraine agent, avait visité le niveau et exprimé sa préoccupation quant à la sécurité de l'stull, car l'une des pièces était de flexion. Les hommes ont été immédiatement invité à le renforcer. Le travail de réparation effectué le matin jusqu'à 1 h, après une petite chute de rock, le tout stull soudainement cédé, tuant sept de ces hommes de travailler en dessous. Un homme, Richard Davies, a été secourus sains et saufs après 37 heures. Dans autour de 1898 la mienne alors capitaine, Arthur, Thomas, a rapporté que Davies est allé à l'Amérique après un certain temps, puis a travaillé en Afrique du Sud.
À la suite de l'enquête, le Capitaine de Josias, Thomas a déclaré que le groupe de travail doit avoir supprimé quelques-uns des vieux accessoires avant de les mettre dans le nouveau, mais cela a été démenti par l'un des survivants qui ont rapporté que les hommes ont été de ne rien faire à l'époque à cause de la chute.

## Production
Avant sa première clore en 1788, Dolcoath a estimé la production de l'étain et du cuivre évalués à au moins £1,250,000. De ce, £450 000 en raison de la production de cuivre entre 1740 et 1777. De 1799 à sa fermeture définitive en 1920 sa production totale de minéraux a été évalué à plus de £9 millions de dollars, y compris l'arsenic, de l'argent et d'autres minéraux.
À partir de 1853, lorsque le premier dividende sur l'étain a été payé, la mine a produit plus de 100 000 tonnes de noir de l'étain. C'était de loin supérieure à la production de toute autre mine dans la région de Cornwall. En 1896, la mienne était de rendement de 80 livres de noir de l'étain par tonne de roche levée, mais cela a progressivement diminué à 30 livres en 1915, dont le niveau a été maintenu jusqu'à la fermeture de la mine.
En raison de son succès, la mine payé fréquentes des dividendes à ses actionnaires, et de ses actions, qui ont été surnommées "Diabolos", ont été parmi les plus recherchés de l'industrie.

## Santé
Les travailleurs ont subi "Dolcoath" ou "mineur de l'anémie". Boycott, et Haldane, créé en 1903 que ce n'était pas due à une mauvaise ventilation ou l'air est mauvaise, mais que la mine les conditions pour que la condition Ankylostomiasis (ankylostomes). Ils ont trouvé 94 % de la main-d'œuvre a été infecté, avec témoin de bas niveau d'hémoglobine, et les éruptions cutanées appelées « grappes ». Les travailleurs sur le long souterrain changements déféqué dans les puits de mine dans des conditions humides, en expulsant l'ankylostome que plus tard, entré dans la peau des autres mineurs par le biais de leur accidentellement en contact avec des matières fécales, parfois, sur des bottes, des échelles ou des outils (souvent par le biais de leurs genoux ou les bras comme ils ont rampé le long des arbres). La mine est une importante étude de cas pour les épidémiologistes, car très rarement en Grande-Bretagne étaient les conditions humides et assez chaud pour l'ankylostome pour se propager.

## Gestionnaires des mines
- Richard Trevithick, (le père de Richard Trevithick). Construit la profonde adit en 1765 et installé un Newcomen moteur de pompage autour de 1775[14].
- Andrew Vivian, cousin et collaborateur du Richard Trevithick (a démissionné en 1806)[15].
- J. Règle (à partir de 1806).
- William Petherick (mort en janvier 1844)[16].
- Charles Thomas (de 1844 à 1867). L'origine de la profondeur d'exploration qui ont découvert de grandes quantités de minerai d'étain.
- Josias Thomas (à partir de 1867 à 1895). Fils du ci-dessus, à la suite de son père développement de la mine. En 1876, il introduit des aléseuses actionné par air comprimé, et en 1892, le premier ensemble de Californien des timbres. Il a été nommé directeur général de la mine en 1895, et est mort en octobre 1901.
- Arthur Thomas (à partir de 1895 ?). Fils de la ci-dessus.